# Video Graphics Array
VGA (ang. Video Graphics Array) – standard kart graficznych IBM-PC ustanowiony w 1987 roku. Karty VGA były po raz pierwszy montowane w komputerach serii IBM PS/2.

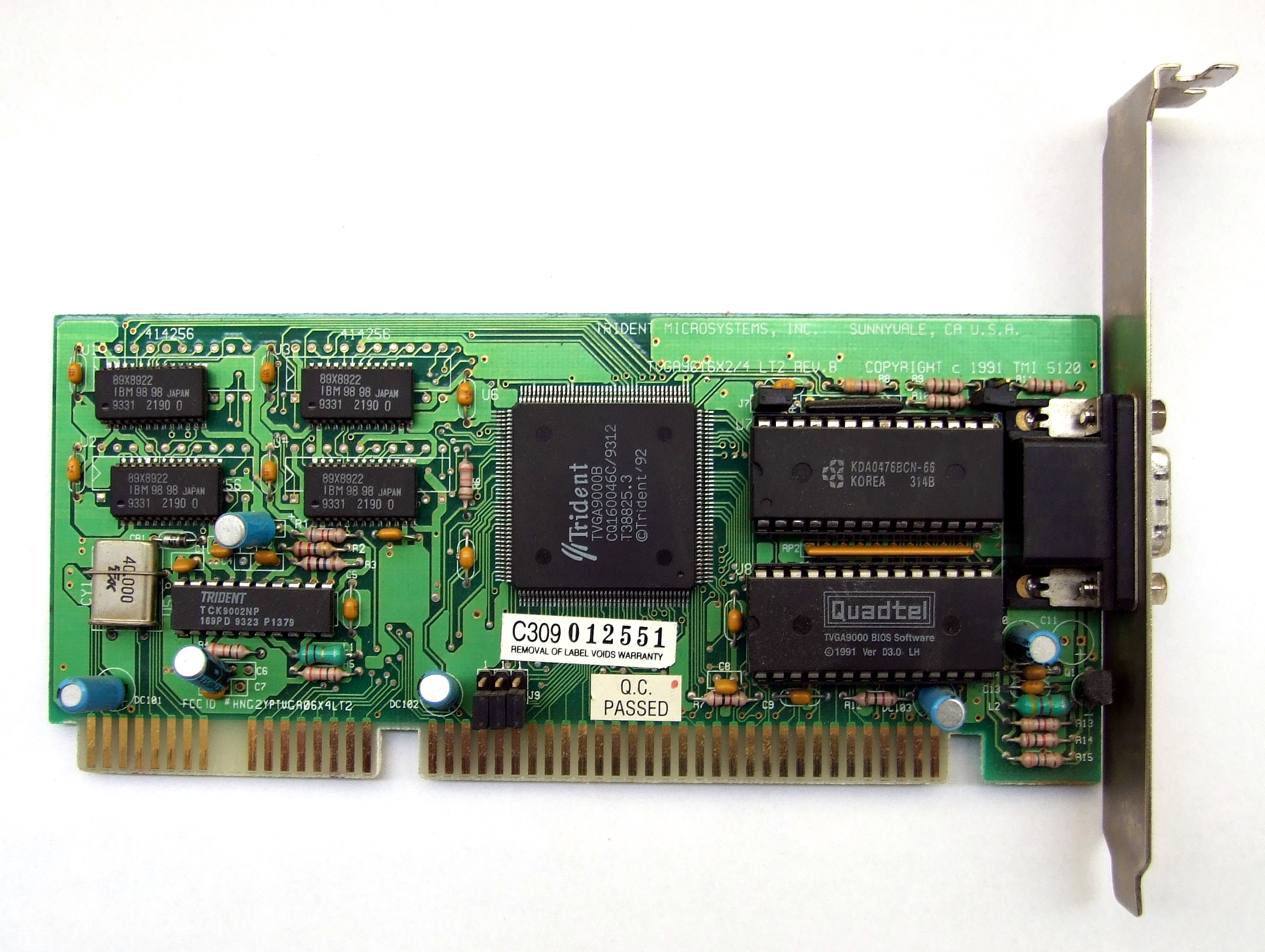
Wczesna karta graficzna VGA firmy Trident z 512 KB pamięci ze złączem ISA.

Karty VGA są zgodne z kartami EGA, a dokładniej funkcje VGA są nadzbiorem funkcji EGA. Niejako automatycznie karty VGA są zgodne z CGA i MDA.
Karty VGA posiadają 256 kB pamięci, umożliwiają stosowanie trybów graficznych 16- lub 256-kolorowych. Maksymalna dostępna rozdzielczość w trybach znakowych to 720×480, natomiast w graficznych 640×480.
Kolory są wybierane z palety kolorów. Paleta jest zdefiniowana w LUT, która posiada 256 pozycji opisujących kolory z dokładnością 6 bitów (64 odcieni) na składową RGB. Można zatem wybrać 256 kolorów z palety {\displaystyle (2^{6})^{3}=262\;144} kolorów. Bez względu na ustawiony tryb, tj. 2-, 4-, 16- czy 256-kolorowy wszystkie kolory są przetwarzane przez LUT, co umożliwia dowolne ustawienie kolorów nawet w trybach zgodnych z CGA czy EGA (na tych kartach kolory są predefiniowane).
Karta VGA udostępnia dwa nowe (w stosunku do EGA) tryby graficzne:
- 320×200 w 256 kolorach,
- 640×480 w 16 kolorach (obecnie określenie VGA używane jest często dla rozdzielczości 640×480 pikseli, niezależnie od liczby kolorów).

Karta VGA umożliwiała m.in. podział ekranu na dwie niezależne części, płynne przesuwanie obrazu lewo-prawo lub góra-dół.

Standardowe rozdzielczości ekranowe

## Tryb X
Okazało się, że karty VGA mają nieudokumentowaną funkcję, która pozwala po odpowiednim przeprogramowaniu trybu 320×200 (256 kolorów) uzyskać dostęp do całej pamięci karty. Maksymalna rozdzielczość w takim trybie X wynosi 360×480 pikseli. Możliwe jest łatwe uzyskanie podwójnego buforowania.
Dodatkowo przy odpowiednim ustawieniu rejestrów karty, tryb X umożliwia zapisanie czterech sąsiadujących pikseli przez zapisanie tylko jednego bajta do pamięci. Jeśli wykorzysta się zapis słowa czterobajtowego, można przy jednym zapisie do pamięci ustawić 16 pikseli. Ma to oczywiście ograniczenia – każde cztery sąsiadujące piksele będą mieć ten sam kolor. Można również wybrać zapisywanie pojedynczych pikseli przy użyciu jednego bajta, jednak częste zmiany ustawień rejestrów wprowadzają opóźnienia.
Ogólnie tryb X pozwala na uzyskanie dużych możliwości w porównaniu z trybami standardowymi, za cenę pewnego skomplikowania obsługi.

## 260 tys. kolorów
Na karcie VGA pracującej w trybie 320×200 (256 kolorów), podłączonej do monitora CRT można uzyskać obraz 254×200 w 260 tysiącach kolorów. Wymaga to jednak ścisłej synchronizacji z monitorem, aby przed narysowaniem kolejnego wiersza pikseli przypisać nową paletę kolorów; jednak ze względu na poważne trudności z tym związane, technika nie znalazła praktycznego zastosowania.

## Złącze VGA
Wraz z kartami wprowadzono nowe złącze monitorowe popularnie zwane VGA. Jest to złącze DE-15. O ile dane kolorów RGB są zgodne np. z popularnym w telewizorach SCARTem, o tyle odpowiedź na pytanie, czy wystarczy zwykły kabel zmieniający wymiary wtyczek, nie jest jednoznaczna. Jednym z problemów jest synchronizacja – monitory RGB i SCART mają synchronizację w tzw. częstotliwościach „telewizyjnych”. Dlatego często nie wystarczy proste połączenie rozdzielonej synchronizacji do łączonej jak w kablu SCART. Z tego powodu np. do starszych komputerów jak Amiga potrzebny jest scandoubler, by obsłużyć wszystkie niesystemowe rozdzielczości (zwłaszcza wykorzystywane przez gry). Z drugiej strony, w nowoczesnych kartach graficznych może wystarczyć prosta i tania przelotka, ponieważ częstotliwość odświeżania, długość synchronizacji, polaryzację i liczbę pustych linii można zmieniać programowo.